# CenterStage
CenterStage（センターサテージ）は、Mac OS Xで使用可能なオープンソースのソフトウェアである。